# ネコマネドリ
ネコマネドリ (Dumetella carolinensis) は，鳥類の一種。
（英名：Grey Catbird）

## 分布
北アメリカ大陸